# 알렉세이 펫첸코
알렉세이 파블로비치 펫첸코(러시아어: Алексей Павлович Федченко, 1844년 2월 7일 ~ 1873년 9월 15일)는 러시아의 중앙아시아 탐험가이자 지리학자, 생물학자이다.

## 생애
알렉세이 펫첸코는 1844년 2월 7일에 이르쿠츠크에서 태어나서 자신의 고향에 위치한 김나지움 과정을 졸업했다. 펫첸코의 아버지는 원래 금광을 소유했는데 펫첸코가 김나지움을 졸업할 때에 파산하면서 사망했다. 펫첸코는 1860년에 어머니를 따라 이르쿠츠크에서 모스크바로 이주했다. 펫첸코는 모스크바 대학교에 입학하면서 식물학, 동물학, 지질학을 전공했고 동료 학생들과 함께 자연과학·인류학·민족학 애호가 협회를 설립했다.
펫첸코는 1864년에 모스크바 대학교를 졸업했고 1868년에 식물학자인 올가 아름펠트와 결혼했다. 펫첸코는 1868년부터 1871년까지 아내와 함께 러시아 제국의 지배를 받고 있던 투르키스탄 탐험에 나섰고 1871년에는 세상에 알려져 있지 않던 파미르고원을 탐험했다. 펫첸코는 3차례에 걸친 러시아령 투르키스탄 탐험 과정에서 상당수의 곤충을 수집했는데 상트페테르부르크에서 활동하고 있던 곤충학자인 페르디난트 모라비츠로부터 연구의 대상이 되기도 했다. 펫첸코는 중앙아시아에 서식하던 곤충 36개 속·438종, 애꽃벌과 68종, 유럽에 서식하던 곤충 17종, 신종 곤충 51종을 수집했다.
펫첸코는 1873년 9월 15일에 프랑스 몽블랑산에서 빙하를 탐험하던 도중에 사망했는데 그의 유해는 샤모니에 안장되었다. 펫첸코의 아내는 남편이 사망한 이후에 탐험, 수집 작업과 집필 활동을 이어나갔다. 파미르고원에 위치한 펫첸코 빙하는 그의 이름을 따서 지어졌다.